# Jo Vlugter
Johannes Cornells (Jo) Vlugter (Rotterdam, 7 maart 1905 – 2 juli 1991) was een Nederlands scheikundig ingenieur, hoogleraar aan de Technische Hogeschool te Delft en aan de Technische Hogeschool Twente, waar hij van 1967 tot 1971 ook rector magnificus was.
Vughter staat bekend als expert in fossiele brandstoffen en als een van de wegbereiders van de moderne studie van chemische technologie aan de Nederlandse technische universiteiten.

## Levensloop

### Jeugd, opleiding en eerste carrièrestappen
Vlugter werd in 1905 geboren in Rotterdam als zoon van Marinus Adrianus Vlugter, een onderwijzer, en Apolonia (Maarleveld) Vlugter. Na afronding van de hogereburgerschool in Rotterdam in 1922, studeerde hij scheikunde aan de Technische Hogeschool te Delft. Aldaar verdiepte hij zich in de kwantitatieve analyse bij Henri ter Meulen, en studeerde in 1927 af met lof onder G.A. Brender à Brandis (1881-1973), hoogleraar chemische technologie en expert in steenkool.
Na zijn afstuderen werkte Vlugter korte tijd in de praktijk bij de gasfabrieken van Maastricht en Vaals. Terug in Delft werd hij assistent bij van Hein Israël Waterman om onderzoek te doen naar de synthese van vloeibare brandstoffen, specifiek naar de hydrogenering van zware aardoliefracties. Dit onderzoek werd bekostigd door de Bataafse Petroleum Maatschappij (BPM), en resulteerde in een promotie met lof op 10 november 1932 met het proefschrift, getiteld "Over de chemische samenstelling van hoogmoleculaire minerale oliën."
Na zijn promotie werkte Vlugter van 1934 tot 1959 bij de Koninklijke Shell, waar hij begon bij het Koninklijke Shell Laboratorium Amsterdam. Hij werkte verder bij de fabrieksinstallaties bij Shell Pernis, bij de Stanlow raffinaderij in Engeland, en bij de raffinaderij van de British Petroleum in Iran. Na enige tijd bij het Thornton Research Centre bij Liverpool, werkte hij tot slot ook op het hoofdkantoor van de B.P.M. in Den Haag.

### Verdere carrière en nevenactiviteiten
In 1959 keerde Vlugter terug naar de universitaire wereld als opvolger van Hein Israël Waterman aan de Technische Hogeschool te Delft. Op 14 oktober 1959 aanvaardde hij de aanstelling als gewoon hoogleraar in de afdeling der Scheikundige Technologie, met een rede getiteld Het dynamische karakter van de chemische industrie.
Van 1962 vertrok hij naar de nieuw opgerichte Technische Universiteit in Twente, waar hij als hoogleraar chemische technologie het wetenschappelijk onderwijs gestalte gaf. Van 1967 tot 1971 diende hij tevens als rector magnificus van de Universiteit als opvolger van Gerrit Berkhoff, waarbij hij in 1971 werd opgevolgd door Pieter Zandbergen. In 1971 ging hij zelf met emeritaat. Bij elkaar was hij in Delft en Twente promotor van 19 promovendi, waaronder Johannes Eekels, en copromotor van vijf promovendi.
Vlugter heeft verder bij Koninklijk Instituut van Ingenieurs jarenlang gediend als voorzitter van de afdeling Chemische Techniek. In 1968 werd hij door de Vereniging van de Nederlandse Chemische Industrie (VNCI) onderscheiden met de chemieprijs en in 1971 werd hij benoemd tot ridder in de Orde van de Nederlandse Leeuw.

### Persoonlijk
Vlugter was getrouwd met Engelina den Hartog.

## Publicaties
- Over de chemische samenstelling van hoogmoleculaire minerale oliën, Proefschrift TH Delft, 1932.

Artikelen, een selectie
- Eigenlijk geen scheikundige gebleven: chemische technoloog, 1993. in Werken aan scheikunde, 24 memoires van hen die de Nederlandse Chemie deze eeuw groot hebben gemaakt, Delftse Universitaire Pers, Delft, 1993, p. 65-87.

- International Standard Name Identifier: 0000 0004 0849 3065
- Nationale Bibliotheek van Polen: a0000002507559
- Virtual International Authority File: 301351649